# Tiempo de lobos
Tiempo de lobos est un film mexicain d'Alberto Isaac sorti en 1981. Ce fut le seul long métrage réalisé par Isaac durant le sexennat de José López Portillo.

## Fiche technique
- Scénario :Alberto Isaac
- Réalisation : Alberto Isaac
- Production : Alberto Isaac
- Image : Ángel Bilbatúa
- Durée : 90 minutes
- Format : Couleur
- Pays : Mexique

## Distribution
- Jaime Garza
- Ernesto Gómez Cruz
- Patricia Rivera
- Carmen Salinas
- Gonzalo Vega

## Autour du film
Avec l'arrivée à la présidence du Mexique de José López Portillo en 1976, une commission de surveillance télévisuelle fut mise en place, la RTC, présidée par Margarita López Portillo, sœur du président, qui aborda une politique conservatiste, et réduisit les budgets alloués aux productions cinématographiques d'état. Des réalisateurs tels qu'Alberto Isaac, Felipe Cazals, Jorge Fons ou José Estrada connurent des difficultés à partir de cette époque. Isaac rédigea des critiques dans le magazine Esto, ce qui valut à tous les Isaac du Mexique d'être blacklistés de l'industrie du cinéma durant le mandat de Margarita López Portillo et à deux projets de films d'avorter.
Pendant ce sexennat difficile, Isaac ne put réaliser que ce long métrage.

## Récompense
- 1983 : Déesse d'argent du Meilleur Film des Journalistes du Cinéma Mexicain